# لف دیومین
لف دیومین (به انگلیسی: Lev Dyomin) فضانورد اهل اتحاد شوروی است که در ۱۱ ژانویهٔ ۱۹۲۶ در مسکو زاده شد. وی در مأموریت سایوز ۱۵ حضور داشته است.